# Anolis roosevelti
Anolis roosevelti (віргінський велетенський аноліс) — вид ігуаноподібних ящірок родини анолісових (Dactyloidae). Мешкає на Карибах. Вид названий на честь губернатора Пуерто-Рико Теодора Рузвельта молодшого.

## Опис
Віргінські велетенські аноліси досягають довжини (без врахування хвоста) 160 мм. Забарвлення переважно сірувато-коричневе, хвіст має жовтувато-коричневий відтінок, живіт білуватий. Горловий мішок сірий або жовтий, повіки жовті. З боків тіла йдуть дві смуги, одеа починається біля вух, друга — в районі плечей.

## Поширення і екологія
Віргінські велетенські аноліси мешкали на островах В'єкес і Кулебра та на Віргінських островах. Вони живуть в сухих тропічних лісах, на гілках фікусів та бурсер. Відкладали яйця.

## Збереження
МСОП класифікує цей вид як такий, що перебуває на межі зникнення, хоча, можливо, цей вид вже вимер внаслідок знищення природного середовища та хижацтва з боку інвазивних мангустів і щурів. Востаннє віргінські велетенські аноліси спостерігалися у 1978 році.